# Mario Nascimbene
Mario Nascimbene (Milaan, 28 november 1913 – Rome, 6 januari 2002) was een Italiaans componist van filmmuziek.

## Levensloop
Mario Nascimbene studeerde muziek aan het Conservatorium Giuseppe Verdi in Milaan. Hij schreef een aantal werken voor concert, voordat hij zich begin jaren 40 ging toeleggen op filmmuziek. In de jaren 50 werkte hij samen met neorealistische regisseurs als Giuseppe De Santis en Carlo Lizzani. Hij componeerde ook de muziek voor Amerikaanse sandalenfilms als Alexander the Great (1956) en Barabbas (1961). In de jaren 60 ontstond een hechte samenwerking met Roberto Rossellini.

## Filmografie (selectie)
- 1952: Roma ore 11
- 1953: L'amore in città
- 1954: The Barefoot Contessa
- 1955: Luna nuova
- 1956: Alexander the Great
- 1957: A Farewell to Arms
- 1958: The Quiet American
- 1958: The Vikings
- 1959: Room at the Top
- 1959: Subway in the Sky
- 1959: Solomon and Sheba
- 1959: Estate violenta
- 1960: Scent of Mystery
- 1960: Cartagine in fiamme
- 1960: Sons and Lovers
- 1961: Costantino il grande
- 1961: Le baccanti
- 1961: Romanoff and Juliet
- 1961: Francis of Assisi
- 1961: The Story of Joseph and His Brethren
- 1961: The Happy Thieves
- 1961: Barabbas
- 1962: Jessica
- 1962: Light in the Piazza
- 1962: Il disordine
- 1962: L'arciere delle mille e una notte
- 1962: La congiura dei dieci
- 1963: Il processo di Verona
- 1965: Le soldatesse
- 1965: Where the Spies Are
- 1966: One Million Years B.C.
- 1966: Se tutte le donne del mondo
- 1967: Doctor Faustus
- 1968: The Vengeance of She
- 1968: Commandos
- 1970: When Dinosaurs Ruled the Earth
- 1971: Creatures the World Forgot
- 1972: La prima notte di quiete
- 1974: Anno uno